# Trinity United Methodist Church (Denver)

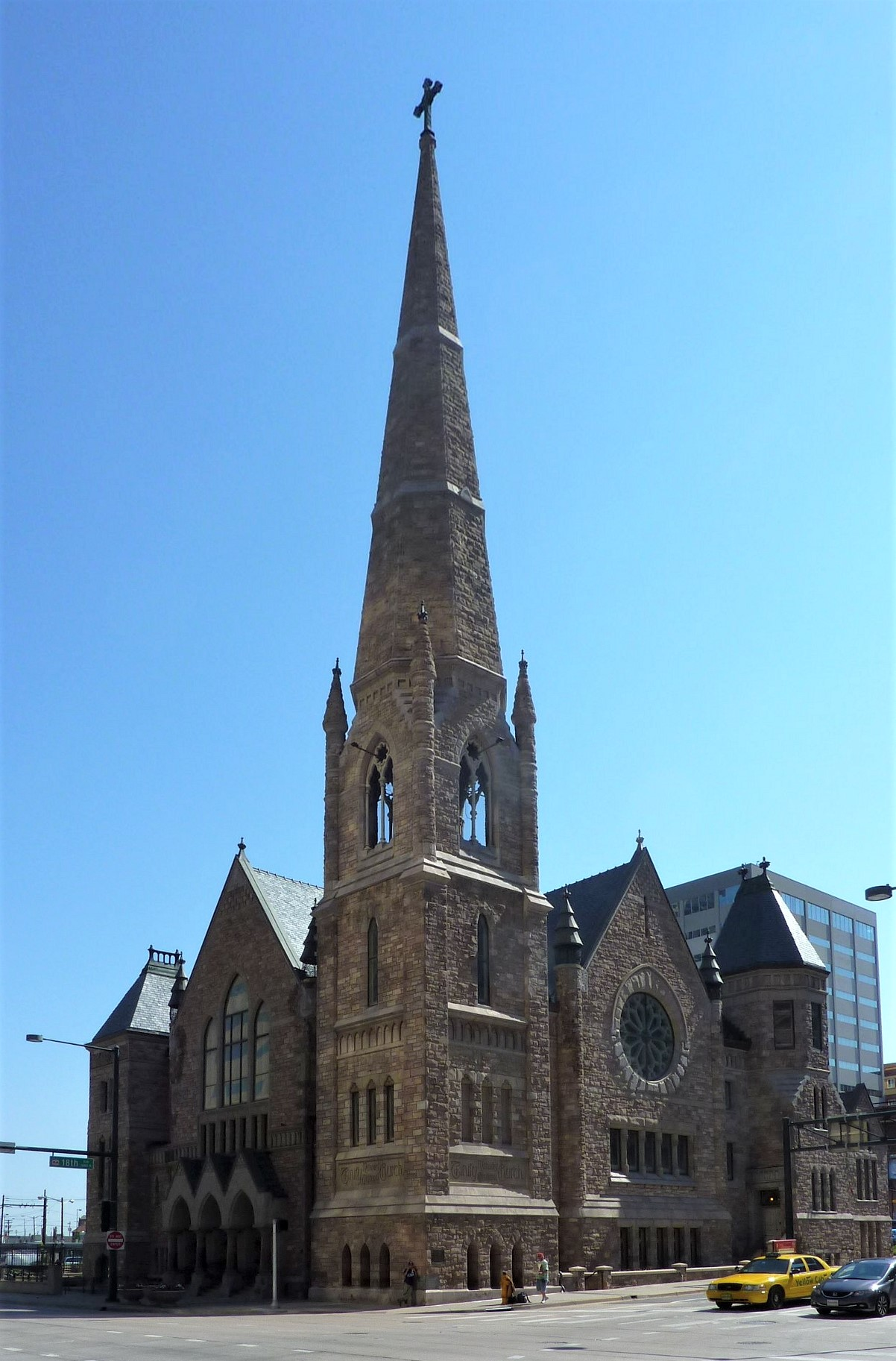
Die Trinity United Methodist Church

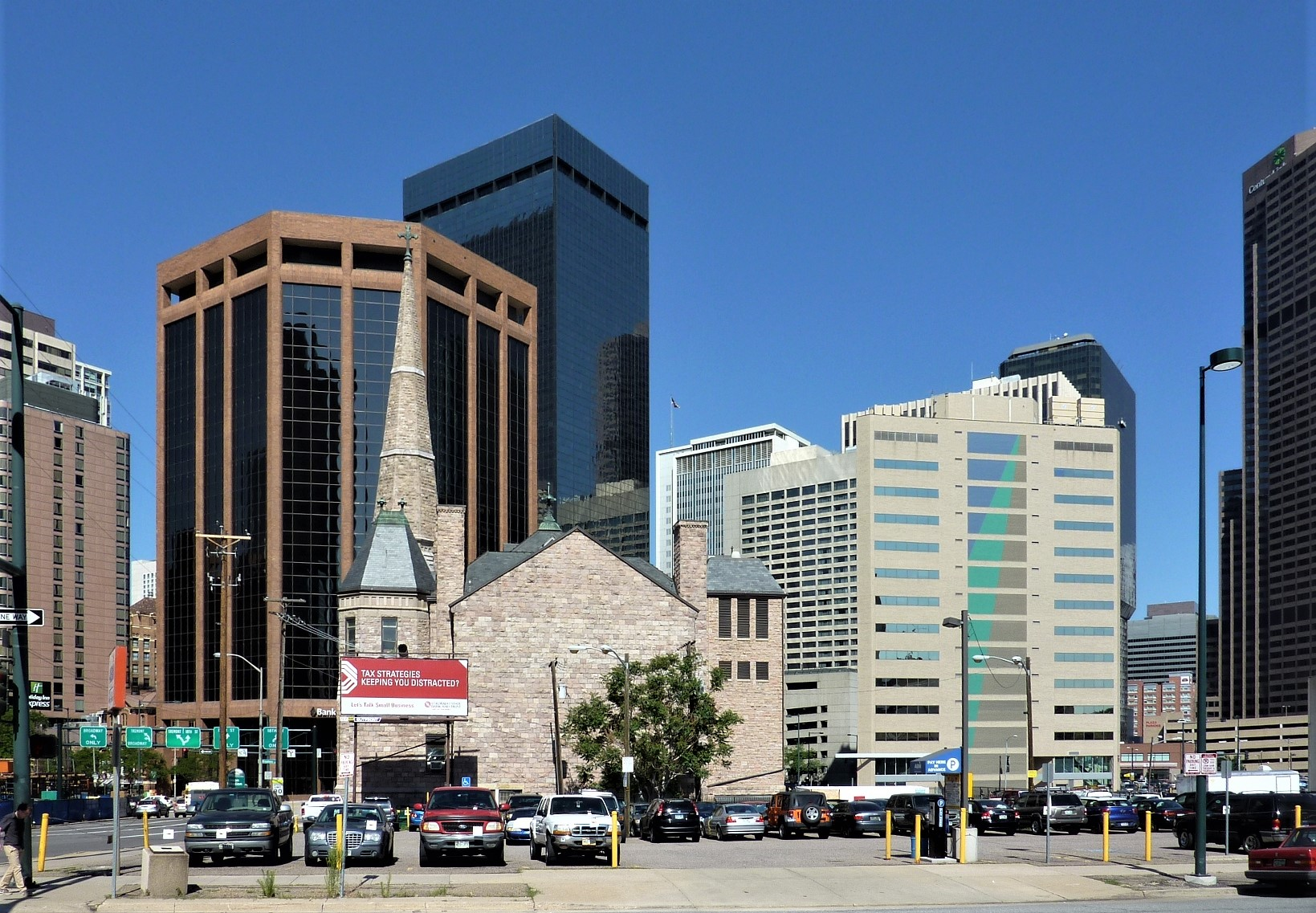
Die Kirche vor dem Hintergrund der Innenstadt von Denver

Die Trinity United Methodist Church  ist ein Kirchengebäude der United Methodist Church in der Innenstadt von Denver im US-amerikanischen Bundesstaat Colorado. Die Kirche ist als nationales historisches Denkmal gelistet.

## Geschichte
Die methodistische Gemeinde formierte sich 1859. Sie ist die älteste Kirchengemeinde Denvers und geht auf die Stadtgründung zurück. Der Grundstein für das heutige Kirchengebäude wurde am 5. September 1887 nach einem Entwurf im Stil der Neugotik von Robert S. Roeschlaub gelegt. Die im Dezember 1888 eingeweihte Kirche hatte 1300 Sitzplätze und war zu der Zeit das größte Auditorium Denvers. Der Kirchraum befindet sich im zweiten Stockwerk mit dem Altar im Osten und umlaufenden Emporen. Die große Pfeifenorgel mit 4290 Pfeifen wurde durch G. A. Audsley aus London entworfen und durch den Orgelbauer Hilborne Roosevelt aus New York City ausgeführt. Das zugehörige sogenannte Trinity Building für Gemeinderäume wurde 1926 errichtet.
1970 erfolgte die Eintragung in das National Register of Historic Places.